# Варлык вергиси
Варлык вергиси (тур. Varlık Vergisi) — налог, введённый в Турции в 1942 году. Заявленной целью нового налога было увеличение бюджета на случай возможного вступления во Вторую мировую войну, но, по мнению историков, настоящей причиной его введения было желание правительства Турции уменьшить влияние на экономику Турции меньшинств, проживающих в стране, лишить их доминирующих позиций в экономике и перераспределить средства в пользу этнической турецкой буржуазии.

## История

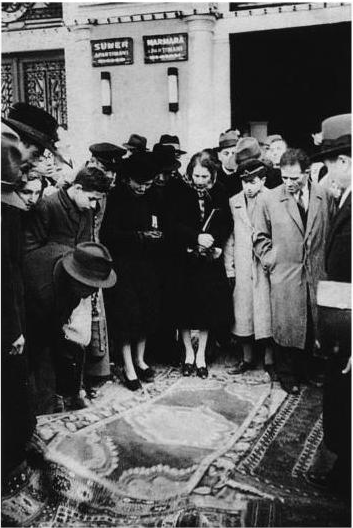
Люди продают мебель на аукционе, чтобы заплатить налог Варлык вергиси.

Проект закона был предложен правительством Шюкрю Сараджоглу, 11 ноября 1942 года закон был принят меджлисом Турции. Налог должны были платить владельцы земельных участков, зданий, торговцы недвижимостью и промышленники. Более всех от введения налога пострадали евреи, армяне, греки и левантинцы — представители меньшинств, контролировавших значительную часть экономики Турции.
Платить налог должны были все граждане Турции, но для представителей национальных и конфессиональных меньшинств ставка налога была гораздо выше, чем для мусульман. Хотя, согласно кемалистским законам, все граждане Турции — это «турки», варлык вергиси имел дискриминационный характер. Поскольку доля налога, которую были вынуждены платить представители религиозных меньшинств, была гораздо большей, то многими налог воспринимался как «карательная мера», направленная против них. Кроме того, налог был наложен даже на тех представителей меньшинств, которые не владели имуществом: так, налог должны были платить водители, рабочие и нищие.
Введение налога привело к серии самоубийств среди представителей этнических меньшинств, проживавших в Стамбуле.
| Категория населения | Размер налога |
| ------------------- | ------------- |
| Армяне-христиане    | 232%          |
| Евреи               | 179%          |
| Греки-христиане     | 156%          |
| Мусульмане          | 4,94%         |

Вменённый налог нельзя было оспорить в суде. Если плательщик не являлся мусульманином, то он обязан был заплатить налог наличными в течение 15 дней. Люди, у которых не было денег, были вынуждены брать взаймы у родственников и знакомых, или продавать имущество на публичных аукционах, чтобы собрать деньги. Тех, кто не мог заплатить налог, отправляли в трудовые лагеря, расположенные в Восточной Анатолии. Также государство конфисковывало имущество у родственников неплательщиков, чтобы возместить необходимую сумму, причём это происходило даже если неплательщик уже был отправлен в трудовой лагерь.

## Отмена закона
15 ноября 1944 года под давлением США и Великобритании Турция отменила налог. Люди, находившиеся в трудовых лагерях, были отпущены домой.